# بونيتا لورانس
بونيتا لورانس هي بروفيسورة كندية، ولدت في 26 يونيو 1955.